# Just Friends
Just Friends – singel brytyjskiej piosenkarki soulowej Amy Winehouse, pochodzący z płyty Back to Black, wydany 21 lipca 2008 roku przez wytwórnię płytową Island Records.
Do utworu został nakręcony teledysk przedstawiający materiał filmowy zza kulis.